# إزيكييل مانزانو
إزيكييل مانزانو (بالإيطالية: Ezequiel Manzano)‏ (4 أكتوبر 1988 في الأرجنتين - ) هو لاعب كرة قدم إيطالي في مركز الوسط. لعب مع جامعة كلوج وMiami Dade FC ‏ وASD Modica Calcio ‏ وGeneral Paz Juniors ‏ ونادي كوبريسال.